# Мале Лунави
Мале Лунави (пол. Małe Łunawy, нім. Klein Lunau) — село в Польщі, у гміні Хелмно Хелмінського повіту Куявсько-Поморського воєводства.
Населення — 188 осіб (2011).
У 1975-1998 роках село належало до Торунського воєводства.

## Демографія
Демографічна структура станом на 31 березня 2011 року:
|          | Загалом | Допрацездатний вік | Працездатний вік | Постпрацездатний вік |
| -------- | ------- | ------------------ | ---------------- | -------------------- |
| Чоловіки | 97      | 26                 | 59               | 12                   |
| Жінки    | 91      | 25                 | 51               | 15                   |
| Разом    | 188     | 51                 | 110              | 27                   |